# Oskar Merikanto
Frans Oskar Merikanto (født 5. august 1868 i Helsingfors - død 17. februar 1924 i Hausjärvi-Oitti, Finland) var en finsk komponist, pianist, organist og dirigent.
Merikanto studerede komposition på Musikkonservatoriet i Leipzig hos bl.a. Carl Reinecke og Franz Schreck. Efter sine studier var han omrejsende koncertpianist og organist og dirigent for og med mange orkestre i Finland. Han har mest skrevet stykker for klaver, orgel og vokal. Han er fader til komponisten Aarre Merikanto. Merikantos stil var klassisk romantisk med islæt fra den finske folklore, især klaverstykkerne og hans sange.

## Udvalgte værker
- Koncert-Waltzer - for klaver
- Fantasi - for firhændigt klaver
- Serenade - for klaver
- Drømmeri 1 & 2 - for klaver
- Nocturne - for sang
- Vanha Mummo - for sang